# ليوبولد دي سوسير
ليوبولد دي سوسير (بالإنجليزية: Léopold de Saussure)‏ (و. 1866 – 1925 م) هو عالم فلك من سويسرا .
توفي في جنيف، عن عمر يناهز 59 عاماً.